# Scatopse transatlantica
Scatopse transatlantica är en tvåvingeart som först beskrevs av Philippi 1865.  Scatopse transatlantica ingår i släktet Scatopse och familjen dyngmyggor. Inga underarter finns listade i Catalogue of Life.